# Buz Lukens
Donald Edgar Buz Lukens (Harveysburg, 11 febbraio 1931 – Dallas, 22 maggio 2010) è stato un politico, deputato statunitense.
Membro del Partito Repubblicano, alla Camera ha rappresentato dal 1967 al 1971 il 24º distretto dell'Ohio, e dal 1987 al 1990 l'8º distretto, distretto che include varie aree rurali e suburbane nei pressi di Cincinnati e Dayton oltre ad una porzione della stessa città di Dayton. La sua carriera politica è finita disgraziatamente nel 1990, quando Lukens fu accusato di favorire la delinquenza minorile.